# David Cohen
David Cohen (Deventer, 31 december 1882 – Amsterdam, 3 september 1967) was een Nederlands hoogleraar in de klassieke talen. In 1933 richtte hij samen met de Duitser Alfred Wiener het Jewish Central Information Office op, om zo de wereld voor te lichten over het racistische en antisemitische beleid van opkomend politicus Adolf Hitler. Tijdens de bezetting van Nederland door nazi-Duitsland in de Tweede Wereldoorlog, werd hij als een van de twee voorzitters van de Joodse Raad aangesteld.

## Opleiding en carrière tot 1940
Cohen werd geboren als oudste zoon van makelaar Herman Cohen en Rebecca van Essen. Hij was een oudere broer van schrijver Josef Cohen en van Ru Cohen, oprichter van de Deventer Vereniging. In Deventer doorliep Cohen de lagere school en het gymnasium, waarna hij bij de beroemde universiteiten van Leipzig, Göttingen en Leiden klassieke talen studeerde. In 1912 promoveerde hij in die laatste stad cum laude op het proefschrift De magistratibus Aegyptiis externas Lagidarum regni provincias administrantibus: specimen litterarium inaugurale ("Over de Egyptische magistraten die de buitenprovincies van het rijk der Ptolemëen bestuurden: een letterkundig proefschrift").
Hij vestigde zich als leraar in Den Haag en werd aan de Rijksuniversiteit Leiden privaatdocent. In 1924 werd hij aan dezelfde universiteit bijzonder hoogleraar, een ambt dat hij aanvaardde met het uitspreken van de rede Universalisme en particularisme in den aanvang van het Hellenistisch tijdperk. Twee jaar later werd hij benoemd tot gewoon hoogleraar in de Oude Geschiedenis aan de Gemeentelijke Universiteit Amsterdam. Cohen was een van de oprichters en enige tijd redacteur van Hermeneus - Maandblad voor de Antieke Cultuur, waarvan de eerste aflevering in 1928 verscheen.
Cohen was een hoogleraar die zijn vakgebied in de volle breedte beheerste en de focus legde op het wetenschappelijk onderwijs. Hij verzorgde enkele belangrijke leerboeken over de klassieke oudheid en begeleidde vele promovendi. Van hem zijn echter geen baanbrekende werken of nieuwe wetenschappelijke inzichten overgeleverd. Sommigen typeerden hem als een typische huiskamergeleerde, die geen voeling had met de maatschappij. Dat was echter niet het geval. Cohen was zeer actief in het maatschappelijke en religieuze (Joodse) verenigingsleven en zette zich in voor de onderdrukten in de samenleving.
Al op twintigjarige leeftijd was Cohen betrokken bij het vluchtelingenwerk voor Oost-Europese Joden en hij werd actief in verschillende organisaties, waaronder de Nederlandse Zionistenbond en het Nederlands Israëlietisch Seminarium. Hij zette zich later ook zeer actief in voor het bieden van hulp aan Joden die uit Duitsland waren gevlucht. Ook was hij betrokken bij de oprichting van het Comité voor Bijzondere Joodse Belangen in maart 1933. Hij werd secretaris en Abraham Asscher voorzitter. Cohen werd voorzitter van het belangrijkste subcomité, namelijk het Comité voor Joodsche Vluchtelingen.
Mede door deze werkzaamheden ontwikkelde hij zich tot een bekwaam bestuurder met een internationaal netwerk, die werd geroemd vanwege zijn plichtsbesef, pragmatisme, stoïcijnse afstandelijkheid en grote kalmte. Minder lof oogstte hij echter met zijn bij tijd en wijle autoritaire gedrag. Deze eigenschappen, die zowel positief als negatief kunnen uitpakken, waren ook kenmerkend voor zijn gedrag tijdens de bezetting.

### Jewish Central Information Office
Samen met de voor de nazi-regering naar Amsterdam gevluchte Duitser Alfred Wiener, die bij de Centralverein deutscher Staatsbürger jüdischen Glaubens had gewerkt, richtte Cohen in 1933 het Jewish Central Information Office (JCIO) op. Doelstelling was inlichtingen te verzamelen en Joodse gemeenschappen, media, overheden en inlichtingendiensten in binnen- en buitenland te informeren over de stand van zaken binnen de nationaal socialistische beweging. Wiener als directeur en Cohen als voorzitter hoopten door voorlichting over de steeds sterker wordende discriminatie en vervolging van mensen die door de regering als 'Jood' werden bestempeld, te kunnen bijdragen aan het remmen van de ontwikkelingen. Tussen 1934 en 1939 bracht het JCIO volgens auteur Piet Hagen zo’n 1200 persberichten en andere publicaties daarover uit. Zo werd onder andere bericht over de pogroms in Berlijn die bekend kwamen te staan onder de naam 'Kristallnacht'.
In 1939 verhuisde het bureau naar London, waar het na de oorlog uitgroeide tot een onderzoeksinstituut en openbare bibliotheek met de naam Wiener Holocaust Library.

## De oorlog en de periode daarna
In november 1940 werd hij door de universiteit als hoogleraar uit zijn ambt gezet en in februari 1941 ontslagen, vanwege zijn Joodse afkomst. Hij richtte een Joodse organisatie op om de gevaren van de te verwachten rassenpolitiek van de bezetter aan te kaarten.
In 1941 werden Cohen en Asscher door de Duitse bezetter aangesteld als voorzitters van de Joodse Raad voor Amsterdam. Zo werden zij – ongewild – instrumenteel in de vervolging en deportatie van vele Joodse Nederlanders. Cohen zou uiteindelijk de facto de enige leider van de Joodse Raad worden. Hij was er van overtuigd dat medewerking met de Duitsers op dat moment nog de enige optie was om een rol te kunnen spelen bij het remmen of afzwakken van de door de nazi's voorgenomen maatregelen. Zijn adagium daarbij was: “om erger te voorkomen”. Zo kwam het dat de Joodse Raad deel ging uitmaken van het organisatorische raderwerk dat de deportaties en moord op zijn eigen geloofs- en gemeenschapsgenoten uitvoerde. Cohen hoopte op die manier te redden wat er te redden viel en de boel op zijn minst te vertragen, zodat Joden tijd en gelegenheid kregen om te vluchten of onder te duiken. Zelf zou hij dit, gezagsgetrouw als hij was, echter niet doen.
In september 1943 werden Cohen en Asscher ook zelf gearresteerd en weggevoerd naar het doorgangskamp Westerbork. Later werden zij daarvandaan gedeporteerd, Cohen naar het nazi-concentratiekamp Theresienstadt, Asscher naar Bergen-Belsen. Beiden overleefden de oorlog.
Na de oorlog werd Cohen het voorzitterschap van de Joodse Raad door velen zwaar aangerekend. De Joodse Ereraad verbood hem in 1947 ooit nog een functie te vervullen binnen de Joodse gemeenschap maar dit besluit werd geannuleerd in 1950. Na de oorlog kreeg Cohen zijn hoogleraarschap terug aan de Universiteit van Amsterdam, waar hij in 1953 met emeritaat ging.

## Familiebanden
David Cohen was sinds 1912 getrouwd met Cornelia (Corrie) Slijper (1881-1953). Na de Tweede Wereldoorlog scheidde hij van haar. Samen hadden zij drie kinderen, de bouwkundige Herman David Cohen (1914-2005), verzetsstrijder Virrie Cohen (1916-2008) en Mirjam Cohen (1920-1990). De eerste was van 1939 tot 1967 actief bij de opbouw van de staat Israël. Een van David Cohens kleinkinderen, zoon van dochter Virrie, is voormalig PvdA-politicus Rob Oudkerk.